# كونور تاونسند
كونور تاونسند (بالإنجليزية: Conor Townsend)‏ هو لاعب كرة قدم بريطاني في مركزي ظهير ‏ والدفاع، ولد في 4 مارس 1993 في كينغستون أبون هال في المملكة المتحدة. لعب مع دندي يونايتد وسكونثورب يونايتد وغريمسبي تاون ونادي تشيسترفيلد ونادي كارلايل يونايتد وهال سيتي.

## وصلات خارجية
- كونور تاونسند على موقع قاعدة بيانات كرة القدم.إي يو (الإنجليزية)
- كونور تاونسند على موقع Soccerbase.com (لاعب) (الإنجليزية)
- كونور تاونسند على موقع Soccerway.com (الإنجليزية)
- كونور تاونسند على موقع عالم كرة القدم.نت (الإنجليزية)
- كونور تاونسند على موقع AS.com (الإسبانية)